# Richard Price
Richard Price (ur. 12 października 1949 w Nowym Jorku) – amerykański pisarz i scenarzysta.

## Życiorys
Kilka książek Price’a zostało zekranizowanych: Bracia krwi (1978), The Wanderers, (1979), Ślepy zaułek (1995), Kolor zbrodni (2006).
Napisał scenariusze do filmów, m.in. Kolor pieniędzy (1986), Morze miłości (1989), Dziewczyna gangstera (1993), Okup (1996), Shaft (2000).

## Twórczość
- 1974 - The Wanderers
- 1976 - Bloodbrothers
- 1978 - Ladies' Man
- 1983 - The Breaks
- 1992 - Clockers
- 1998 - Kolor zbrodni (Freedomland)
- 2003 - Samaritan
- 2008 - Lush Life
- 2015 - The Whites  (jako Harry Brandt)[1]